# DJ Awards
Les DJ Awards sont organisés chaque année dans le Pacha Ibiza, vers la fin de la saison estivale. Il est connu internationalement tout autant que la « Grammy's des DJ's » et est le seul événement qui a la pleine participation de tous les grands DJ internationaux. Les DJ Awards ont été fondés par M. Papy et Lenny Ibizarre 1998 en 1997.